# Nehéz hetek krónikája
A Nehéz hetek krónikája (Orosz címe: Хроника трудных недель, ukrán címe: Хроника важких тижнів, angol címe: Chronicle of difficult weeks) Vlagyimir Sevcsenko ukrán rendező 1986-ban forgatott dokumentumfilmje a csernobili atomkatasztrófa utáni munkálatokról.

## A film készítése
Sevcsenko forgatócsoportja (Viktor Kripcsenko, Vlagyimir Tarancsenko, Valerij Baskatov, Alekszandr Korolev, Pavel Szoroka és Vaszil Makszimenko) volt az első, amelyik filmezhetett a zónában rögtön a katasztrófa után. Két hétbe telt, mire megkapták az engedélyt. 1986. május 16-tól kezdődően több mint három hónapig forgattak, melynek során a stáb tagjai akkora sugárdózist kaptak, hogy többen is kórházi kezelésre szorultak, a rendező már a szerkesztési munkálatok során is súlyosan beteg volt, egy évre rá pedig bele is halt az elszenvedett dózisba. Már nem érhette meg, hogy filmjét bemutassák. A stáb kamerája is oly mértékben szennyeződött, hogy el kellett ásni.
Több ügynökség megpróbálta meggátolni a film nyilvánosságra kerülését.[forrás?]
Az eredetileg 54 perces filmet az ukrajnai „Sztugyija 1+1” filmstúdió 2006-ban felújította és egy 64 perces dokumentumfilmet készített belőle.

## Díjak
A film a Krakkói Nemzetközi Filmfesztiválon, valamint a pantelleriai Harmadik Nemzetközi Filmfesztiválon nyert különdíjat.